# クラウド・ナイン (浮遊都市)
クラウドナイン (Cloud nine) は、バックミンスター・フラーが名付けた浮遊都市である。巨大な球体（ジオデシック構造）の中の暖められた空気によって、構造体は浮遊する。構造は表面の応力分散の機構から巨大になる程、つまり球体が大きくなる程、容積＞質量で増える為、より強くなる仕組みとなっている。
バックミンスター・フラーは球体の大きさが1マイル以上であれば、その質量は無視できるとした。そうすると球体内部の空気の温度が1度上がれば浮遊できるという。彼はこの風船のように浮遊出来る事を計算によって確かめ、何千人もの人口を住まわせる事ができる都市を作る事ができると言う。
クラウドナインは気候の変化によって大きく左右される限界もある。